# Заляжье (Архангельская область)
Заляжье — деревня в Каргопольском районе Архангельской области России. Входит в состав Павловского сельского поселения.

## История
В «Списке населенных мест Российской империи», изданном в 1879 году, населённый пункт упомянут как деревня Каргопольского уезда (1-го стана), при колодцах, расположенная в 4 верстах от уездного города Каргополь. В деревне насчитывалось два двора и проживало 25 человек (10 мужчин и 15 женщин).
По данным 1905 года имелось 3 дома и проживало 18 человек (9 мужчин и 9 женщин). В административном отношении деревня входила в состав Златоустовского общества Павловской волости. Имелось 5 лошадей, 7 коров и 8 голов прочего скота.

## География
Деревня находится в юго-западной части Архангельской области, в южной зоне средней тайги, к западу от реки Онеги и от федеральной автотрассы А215, на расстоянии примерно 3 километров (по прямой) к северу от города Каргополя, административного центра района.

### Часовой пояс
Заляжье, как и вся Архангельская область, находится в часовой зоне МСК (московское время). Смещение применяемого времени относительно UTC составляет +3:00.

## Население
| 2002 | 2010 | 2012 |
| ---- | ---- | ---- |
| 0    | ↗6   | ↘3   |

Национальный состав
Согласно результатам переписи 2002 года, в национальной структуре населения русские составляли 100 % из 4 чел.